# PAC Cresco
 (juillet 2025).
Si vous disposez d'ouvrages ou d'articles de référence ou si vous connaissez des sites web de qualité traitant du thème abordé ici, merci de compléter l'article en donnant les références utiles à sa vérifiabilité et en les liant à la section « Notes et références ».
 (juillet 2025).
La mise en forme du texte ne suit pas les recommandations de Wikipédia : il faut le « wikifier ».
Les points d'amélioration suivants sont les cas les plus fréquents. Le détail des points à revoir est peut-être précisé sur la page de discussion.
- Les titres sont pré-formatés par le logiciel. Ils ne sont ni en capitales, ni en gras.
- Le texte ne doit pas être écrit en capitales (les noms de famille non plus), ni en gras, ni en italique, ni en « petit »…
- Le gras n'est utilisé que pour surligner le titre de l'article dans l'introduction, une seule fois.
- L'italique est rarement utilisé : mots en langue étrangère, titres d'œuvres, noms de bateaux, etc.
- Les citations ne sont pas en italique mais en corps de texte normal. Elles sont entourées par des guillemets français : « et ».
- Les listes à puces sont à éviter, des paragraphes rédigés étant largement préférés. Les tableaux sont à réserver à la présentation de données structurées (résultats, etc.).
- Les appels de note de bas de page (petits chiffres en exposant, introduits par l'outil «  Source ») sont à placer entre la fin de phrase et le point final[comme ça].
- Les liens internes (vers d'autres articles de Wikipédia) sont à choisir avec parcimonie. Créez des liens vers des articles approfondissant le sujet. Les termes génériques sans rapport avec le sujet sont à éviter, ainsi que les répétitions de liens vers un même terme.
- Les liens externes sont à placer uniquement dans une section « Liens externes », à la fin de l'article. Ces liens sont à choisir avec parcimonie suivant les règles définies. Si un lien sert de source à l'article, son insertion dans le texte est à faire par les notes de bas de page.
- La présentation des références doit suivre les conventions bibliographiques. Il est recommandé d'utiliser les modèles {{Ouvrage}}, {{Chapitre}}, {{Article}}, {{Lien web}} et/ou {{Bibliographie}}. Le mode d'édition visuel peut mettre en forme automatiquement les références.
- Insérer une infobox (cadre d'informations à droite) n'est pas obligatoire pour parachever la mise en page.

Pour une aide détaillée, merci de consulter Aide:Wikification.
Si vous pensez que ces points ont été résolus, vous pouvez retirer ce bandeau et améliorer la mise en forme d'un autre article.
Pour les articles homonymes, voir PAC et Cresco.
Le PAC Cresco est un avion de travail agricole dérivé du Fletcher FU-24 Utility,.

## Pour remplacer leFletcher FU-24 Utility
Dès 1967 Air Parts (NZ), qui fabriquait en Nouvelle-Zélande le Fletcher FU-24 Utility, envisagea une version turbopropulsée en faisant voler un Fletcher 1060 à turbine Pratt & Whitney Canada PT6A de 500 ch et un Fletcher 1160 à turbine Garrett TPE331 de 665 ch. L’idée fut relancée par New Zealand Aero Industries, mais il faudra attendre le 28 février 1978 pour que le successeur turbopropulsé du Fletcher FU-24 Utility fasse son premier vol. En réalité, si le PAC Cresco conserve pratiquement la voilure et le train d'atterrissage classique fixe du Fletcher FU-24 Utility, le fuselage est une version modernisée du modèle FU-25-954, avec une structure renforcée permettant d’emporter 1 770 litres de fertilisant dans la trémie. Mais surtout l’avionique et l’empennage sont entièrement nouveaux.

## Production modeste
Le prototype du Cresco [ZK-LTP c/n 001] était équipé d’un turbopropulseur Avco Lycoming LTP-101-700A-1A de 600 ch et d’un stabilisateur monobloc (Flying tail). Il effectua son premier vol à Hamilton le 28 février 1978 mais fut perdu sur accident en décembre 1979, le stabilisateur s’étant détaché en vol. Le pilote fut heureusement sauvé par son parachute. On revint donc sur le second prototype [ZK-LTQ c/n 002] à un empennage classique. Cet avion prit l’air en août 1980. 9 avions seulement avaient été livrés fin 1992 et début 1994 PAC annonça l’arrêt de la production. Un changement dans l’actionnariat de PAC entraîna cependant une reprise de la fabrication du Cresco, et 38 exemplaires avaient été livrés fin 2003, dont 3 en Australie, 2 en Malaisie et 3 au Bangladesh.
En 2005 est apparu le Cresco 08-750, équipé d’une turbine Pratt & Whitney PT6A-34AG de 750 ch. Les appareils équipés d’une LTP-101 sont donc devenus Cresco 08-600.

## Avion polyvalent
Depuis sa mise en service le Cresco s’est trouvé de nouveaux débouchés : son taux de montée très élevé (475 mètres par minute au niveau de la mer à la masse maximale au décollage) a attiré l’attention des clubs de parachutistes néo-zélandais et 4 au moins ont perdu leur trémie de fertilisant pour pouvoir transporter 9 parachutistes. Cette utilisation a entraîné le développement d’une version spécifique, le PAC 750XL. La conversion du Cresco d’avion agricole en bombardier à eau est assez simple et un exemplaire a été modifié pour des missions de détection magnétique.